# Vela nos Jogos Olímpicos de Verão de 2004 - Star
As provas da classe Star da vela nos Jogos Olímpicos de Verão de 2004 ocorreram entre 21 e 28 de agosto daquele ano no Centro Olímpico de Vela Agios Kosmas, em Atenas, na Grécia. O programa compunha onze regatas. Para esta classe, houve 34 velejadores de 17 nações inscritas.

## Calendário
| ● | Regatas práticas | ● | Dias de competição | ● | Último dia das regatas |

| Data | Agosto | Agosto | Agosto | Agosto | Agosto | Agosto | Agosto | Agosto | Agosto | Agosto | Agosto | Agosto | Agosto | Agosto | Agosto | Agosto          | Agosto | Agosto |
| Data | 12 Qui | 13 Sex | 14 Sáb | 15 Dom | 16 Seg | 17 Ter | 18 Qua | 19 Qui | 20 Sex | 21 Sáb | 22 Dom | 23 Seg | 24 Ter | 25 Qua | 26 Qui | 27 Sex          | 28 Sáb | 29 Dom |
| ---- | ------ | ------ | ------ | ------ | ------ | ------ | ------ | ------ | ------ | ------ | ------ | ------ | ------ | ------ | ------ | --------------- | ------ | ------ |
| Star | ●      | ●      |        |        |        |        |        |        |        | ● ●    | ● ●    | ●      | ●      | ● ●    | ● ●    | Dia de descanso | ●      |        |

## Medalhistas
A dupla brasileira Torben Grael e Marcelo Ferreira finalizou a competição em primeiro lugar, tendo vencido duas das onze regatas, e conquistou a medalha de ouro. A prata firmou-se com os canadenses Ross MacDonald e Mike Wolfs. Por fim, a medalha de bronze ficou com Pascal Rambeau e Xavier Rohart, da França.
|  | BRA Brasil                    |  | CAN Canadá                |  | FRA França                   |
|  | Torben Grael Marcelo Ferreira |  | Ross MacDonald Mike Wolfs |  | Pascal Rambeau Xavier Rohart |

## Resultados
Estes foram os resultados da competição:
| Pos.              | Velejadores                                     | Regatas | Regatas | Regatas | Regatas | Regatas | Regatas | Regatas | Regatas | Regatas | Regatas | Regatas | Pontos |
| Pos.              | Velejadores                                     | 1       | 2       | 3       | 4       | 5       | 6       | 7       | 8       | 9       | 10      | 11      | Pontos |
| ----------------- | ----------------------------------------------- | ------- | ------- | ------- | ------- | ------- | ------- | ------- | ------- | ------- | ------- | ------- | ------ |
| Medalha de ouro   | BRA Torben Grael e Marcelo Ferreira             | 5       | 4       | 1       | 1       | 2       | 5       | 2       | 7       | 11      | 4       | DNS     | 42     |
| Medalha de prata  | CAN Ross MacDonald e Mike Wolfs                 | 7       | 11      | 4       | 3       | 1       | 5.2     | 8       | 14      | 8       | 2       | 2       | 51.2   |
| Medalha de bronze | FRA Pascal Rambeau e Xavier Rohart              | 3       | 9       | 6       | 15      | 7       | 2       | 4       | 12      | 3       | 1       | 7       | 54     |
| 4                 | SUI Enrico de Maria e Flavio Marazzi            | 10      | 1       | 3       | 7       | 9       | 9       | 12      | 11      | 4       | 7       | 9       | 70     |
| 5                 | USA Paul Cayard e Phil Trinter                  | 1       | 6       | 15      | 10      | 3       | 6       | 1       | 15      | 6       | 8       | 16      | 71     |
| 6                 | GBR Steve Mitchell e Iain Percy                 | 8       | 3       | 12      | 9       | 6       | 3       | 16      | 5       | 7       | 17      | 4       | 73     |
| 7                 | ITA Francesco Bruni e Guido Vignar              | 13      | 5       | 9       | 4       | 16      | 12      | 3       | 8       | 2       | 5       | 14      | 75     |
| 8                 | BER Peter Bromby e Lee White                    | 17      | 16      | 8       | 11      | 12      | 10      | 6       | 4       | 1       | 3       | 11      | 82     |
| 9                 | DEN Nicklas Holm e Claus Olesen                 | 14      | 12      | 2       | 2       | 11      | 7       | 5       | 17      | 16      | 14      | 10      | 83     |
| 10                | ESP Pablo Arrarte e Roberto Bermudez            | 2       | 13      | 5       | 6       | 17      | 8       | 13      | 6       | 12      | 15      | 5       | 85     |
| 11                | GRE Georgios Kontogouris e Leonidas Pelekanakis | 16      | 2       | 10      | 17      | 5       | 14      | 10      | 1       | 9       | 16      | 3       | 86     |
| 12                | SWE Anders Ekström e Fredrik Lööf               | 15      | 8       | OCS     | 14      | 10      | 1       | 14      | 2       | 15      | 9       | 8       | 96     |
| 13                | AUT Andreas Hanakamp e Hans Spitzauer           | 12      | 14      | 7       | 16      | 14      | 16      | 9       | 3       | 5       | 11      | 6       | 97     |
| 14                | NED Mark Neeleman e Peter van Niekerk           | 14      | 10      | 14      | 12      | 8       | 4       | 15      | 10      | 17      | 10      | 1       | 98     |
| 15                | AUS Colin Beashel e David Giles                 | 9       | 7       | OCS     | 5       | 4       | 13      | 11      | 16      | 14      | 6       | 13      | 98     |
| 16                | GER Alexander Hagen e Jochen Wolfram            | 6       | 17      | 13      | 8       | 15      | 11      | 7       | 13      | 13      | 12      | 12      | 110    |
| 17                | IRL Killian Collins e Mark Mansfield            | 11      | 15      | 11      | 13      | 13      | 15      | 17      | 9       | 10      | 13      | 15      | 125    |

### Classificação diária

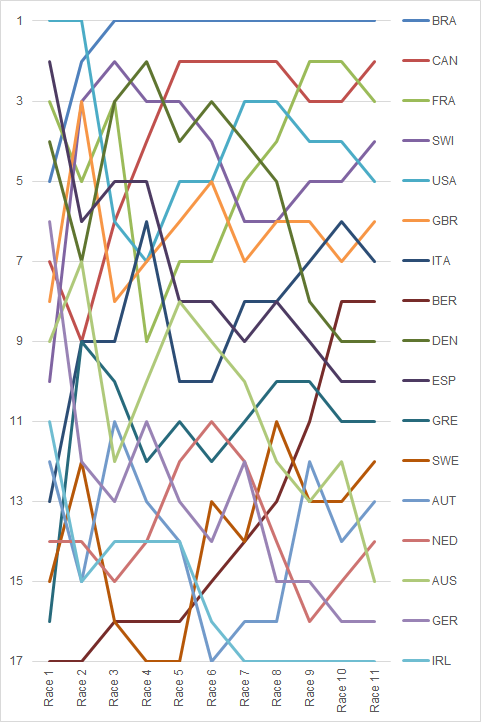
Gráfico mostrando a classificação diária na classe.